# Лернет-Холения, Александр
Александр Мария Норберт Лернет-Холения (нем. Alexander Marie Norbert Lernet-Holenia; 4 октября 1897, Вена — 3 июля 1976, там же) — выдающийся австрийский писатель, поэт и сценарист. Также публиковался под псевдонимами Клеменс Найдиссер (Clemens Neydisser) и Г. Т. Дампьер (G. T. Dampierre).

## Биография
Родился в семье морского офицера Александра Лернета и баронессы Сидонии фон Бойнебургк-Штеттфельд (урождённая Холения), которые вскоре развелись. Провёл детство в Вене, Клагенфурте (ныне Клагенфурт-ам-Вёртерзе) и Санкт-Вольфганге-им-Зальцкаммергуте. В 1915 году окончил гимназию и поступил на юридический факультет Венского университета, но к учёбе не приступил. Записался добровольцем в драгунский полк, в 1916–1918 годах участвовал в Первой мировой войне 1914–1918 годах — на Восточном фронте. После войны поселился в Клагенфурте, воссоединился с семьёй матери и с 1920 года стал носить двойную фамилию – Лернет-Холения.
В 1921 году опубликовал дебютный сборник стихов «Пасторали» («Pastorale»). На творчество молодого поэта откликнулись в личной переписке Г. фон Гофмансталь, Г. Бар и Р. М. Рильке. По рекомендации Рильке в 1923 году издал второй сборник стихов «Канцоны» («Kanzonnair»).
Широкую известность Лернету-Холения принесли драматические сочинения. В 1926 году получил премию Клейста за комедии «Ольяпотрида» («Ollapotrida») и «Австрийская комедия» («Österreichische Komödie»). В 1930 году вышел в свет первый роман Лернета-Холении «Ночная свадьба» («Die nächtliche Hochzeit»). Последующие восемь лет были для писателя весьма плодотворными: опубликовано восемь романов и несколько сборников новелл. В них доминировала военная тематика. Наиболее известными стали роман «Штандарт» («Die Standarte». Berlin, 1934) и новелла «Барон Багге» («Der Baron Bagge». Berlin, 1936). Три романа были экранизированы: «Приключения молодого человека в Польше» («Die Abenteuer eines jungen Herrn in Polen», 1934, режиссёр Г. Фрёлих), «Я был Джеком Мортимером» («Ich war Jack Mortimer», 1935, режиссёр К. Фрёлих) и «Штандарт» («Mein Leben für Maria Isabell», 1935, режиссёр Э. Вашнекк).
Сразу после аншлюса отправился в круиз по Карибскому морю, посетил Нью-Йорк. По возвращении в Вену опубликовал роман «Сон в красных тонах» (Ein Traum in Rot. Berlin, 1939). В сентябре 1939 года в звании лейтенанта принимал участие в польской кампании вермахта, был ранен и через два месяца вернулся в Вену. Роман «Марс в созвездии Овна» («Mars im Widder»), повествующий о польской кампании, был опубликован в нескольких номерах берлинского журнала Die Dame (1940–1941). Роман был напечатан, но по требованию Имперского министерства народного просвещения и пропаганды весь тираж запрещён к распространению.
В 1941 году назначен руководителем Отдела развития армейского кинематографа в Берлине. В 1942 году опубликовал один из лучших своих романов, «Обе Сицилии» («Beide Sizilien»), по форме напоминающий безобидный детектив с убийством, но по сути политическое послание, направленное против режима, пример «потаённого письма».
В 1945 году писатель вернулся в Австрию. После 1945 года был в числе первых авторов, затронувших тему Третьего рейха: в большей степени это касается романов «Граф фон Сен-Жермен» (Der Graf von Saint-Germain. Zürich, 1948) и «Граф Луна» (Der Graf Luna. Wien, 1955). В элегии «Германия» (Germanien. Berlin, 1946) поднял вопрос исторической вины немцев. В послевоенные годы активно занимался публицистикой, театром, вёл общественную деятельность. С 1954 г. вместе с Ф. Торбергом издавал антикоммунистический журнал Forum, хотя после 1945 года публиковался в коммунистическом Österreichisches Tagebuch и в социал-демократической Arbeiter-Zeitung.
В 1969 году избран президентом австрийского ПЕН-клуба.

## Сочинения
На русский язык переведены следующие произведения А. Лернета-Холения:
- роман "Штандарт" (перевод Светланы Балаевой)
- новелла «Барон Багге» (перевод Владимира Летучего)
- роман «Марс в созвездии Овна» (перевод Светланы Балаевой)
- роман «Пилат» (перевод Владимира Летучего).

## Награды
- Премия Клейста (1926)
- Премия города Вены в области литературы (1951)
- Командорский крест ордена «За заслуги перед Федеративной Республикой Германией» (1958)[2]
- Большая государственная премия Австрии по литературе (1961)